# National Treasures - The Complete Singles
National Treasures - The Complete Singles is een verzamelalbum van de Welshe alternatieve rockband Manic Street Preachers uit 2011. 
Het album is een compilatie van het overgrote deel aan singles die de band heeft uitgegeven. Ondanks de tagline "The Complete Singles" bevat het echter niet alle singles van het oeuvre.

## Tracks
CD 1

| Nr. | Titel                                     | Duur |
| --- | ----------------------------------------- | ---- |
| 1.  | Motown Junk                               | 3:58 |
| 2.  | Stay Beautiful                            | 3:10 |
| 3.  | Love's Sweet Exile                        | 3:05 |
| 4.  | You Love Us                               | 4:17 |
| 5.  | Slash 'n' Burn                            | 3:58 |
| 6.  | Motorcycle Emptiness                      | 6:06 |
| 7.  | Theme from M.A.S.H. (Suicide Is Painless) | 3:42 |
| 8.  | Little Baby Nothing                       | 4:40 |
| 9.  | From Despair to Where                     | 3:37 |
| 10. | La Tristesse Durera (Scream to a Sigh)    | 4:14 |
| 11. | Roses in the Hospital                     | 5:02 |
| 12. | Life Becoming a Landslide                 | 4:14 |
| 13. | Faster                                    | 3:55 |
| 14. | Revol                                     | 3:04 |
| 15. | She Is Suffering                          | 4:44 |
| 16. | A Design for Life                         | 4:20 |
| 17. | Everything Must Go                        | 3:41 |
| 18. | Kevin Carter                              | 3:25 |
| 19. | Australia                                 | 4:04 |

CD 2

| Nr. | Titel                                           | Duur |
| --- | ----------------------------------------------- | ---- |
| 1.  | If You Tolerate This Your Children Will Be Next | 4:51 |
| 2.  | The Everlasting                                 | 6:07 |
| 3.  | You Stole the Sun from My Heart                 | 4:22 |
| 4.  | Tsunami                                         | 3:49 |
| 5.  | The Masses Against the Classes                  | 3:23 |
| 6.  | So Why So Sad                                   | 4:02 |
| 7.  | Found That Soul                                 | 3:07 |
| 8.  | Ocean Spray                                     | 4:13 |
| 9.  | Let Robeson Sing                                | 3:46 |
| 10. | There by the Grace of God                       | 3:48 |
| 11. | The Love of Richard Nixon                       | 3:39 |
| 12. | Empty Souls                                     | 4:05 |
| 13. | Your Love Alone Is Not Enough                   | 3:55 |
| 14. | Autumnsong                                      | 3:41 |
| 15. | Indian Summer                                   | 3:55 |
| 16. | (It's Not War) Just the End of Love             | 3:28 |
| 17. | Some Kind of Nothingness                        | 3:48 |
| 18. | Postcards from a Young Man                      | 3:35 |
| 19. | This Is the Day                                 | 4:04 |
| 20. | Rock 'n' Roll Genius (Japanse bonus track)      | 3:59 |